# Движение в защиту Уэльса
Движение в защиту Уэльса (валл. Mudiad Amddiffyn Cymru, англ. Movement for the Defence of Wales), MAC — валлийская военизированная группировка, целью которой являлась борьба за независимость Уэльса от Великобритании и возрождение валлийской национальности.

## История
Первые сведения о создании организации датируются 1963 годом. Изначально Движение в защиту Уэльса было создано в ответ на наводнение долины реки Афон Триверин и затопление деревни Капел-Селин во время организации водохранилища Ллин-Келин для обеспечения водой Ливерпуля. Его основателями были Оуайн Уильямс, Джон Альберт Джонс и Эмир Ллевелин Джонс. 10 февраля 1963 года трое мужчин взорвали трансформатор на строительной площадке плотины. Один из участников нападения, Эмир Лливелин Джонс, был опознан, осужден и приговорен к одному году лишения свободы. Следующей террористической атакой МАК являлся взрыв линии электропередачи в Геллилидане в день его осуждения. Это привело к аресту и осуждению Оуайна Уильямса и Джона Альберта Джонса.
Вскоре после первых акций и ареста трёх участников, к руководству организацией пришёл Джон Барнард Дженкинс, отставной унтер-офицер Королевского армейского медицинского корпуса. Под его руководством организация наладила производство взрывчатки, связи с Ирландской республиканской армией и начала активнее совершать атаки, например, совершила бомбовую атаку на дамбу Кливдог в 1966 году. В 1967 году участники группировки совершили нападение на систему водоснабжения из водохранилища Вирнуи к Ливерпулю, а спустя некоторое время — взрыв в культурном центре Кардиффа, Храме мира и здоровья, во время обсуждений по поводу инвеституры принца Чарльза. В 1968 году были совершены нападения на офис налоговой службы и здание министерства по делам Уэльса в Кардиффе, а так же на водопровод из Честера в Ливерпуль, в районе населённого пункта Хэлсби, графство Чешир. В апреле 1969 года организация устроила взрыв около офиса налоговой службы в Честере, после чего начала подготовку к самой известной своей акции. 30 июня 1969 года, за день до инвеституры принца Чарльза в Карнарвоне, два террориста — Алвин Джонс и Джордж Тейлор — погибли во время преждевременной детонации бомбы возле здания правительства; по наиболее распространенной версии, бомба должна была быть заложена на железной дороге в Абергеле, однако Дженкинс в своих интервью это отрицает. На следующий день, во время церемонии присвоения принцу Чарльзу титула принца Уэльсского, во время салюта была взорвана бомба во дворе констебля. Ещё две бомбы — одна, расположенная в кузнице поблизости к замку Карнарвон и вторая, заложенная на пирсе возле пришвартованной королевской яхты HMY Britannia — не взорвались. Во время атак никто, за исключением двух погибших террористов, не пострадал.
За всё время руководства организацией Джоном Дженкинсом, никто из её участников не был обнаружен и арестован (кроме его самого). По оценкам исследователей, в состав глубоко законспирированной организации входили от 12 до 15 человек, поделенных на несколько ячеек, при этом лидеров ячеек знал только сам Дженкинс. С 1963 по 1969 годы организация осуществила 20 успешных атак и ещё несколько несостоявшихся. 

## Последующие события
После активных событий 1 июля 1969 года, полиция объявила масштабную операцию по поимке террористов и спустя несколько месяцев вышла на след представителей организации. В ноябре 1969 года Джон Дженкинс был арестован. В апреле 1970 года он был приговорён к 10 годам заключения за 8 эпизодов, связанных со взрывчатыми веществами. В дальнейшем о существовании Движения в защиту Уэльса нет никаких сведений. Ответственность за взрывы, случившиеся после ареста Дженкинса, брали на себя другие террористические националистические организации. Стоит заметить, что некоторые атаки, традиционно приписываемые Движению в защиту Уэльса, другие источники могут приписывать к иным валлийским националистическим организациям, таким как Армия свободного Уэльса. По мнению некоторых исследователей, участники Движения в защиту Уэльса основали другую националистическую организацию, Сыны Глиндура.
Впоследствии один из основателей организации, Эмир Ллевелин Джонс, начал строить легальную политическую карьеру. Джон Дженкинс получил в тюрьме гуманитарное высшее образование, вышел на свободу через 8 лет, отошёл от политики и террористических актов и живёт в городе Рексем. В своих интервью Дженкинс несколько раз подчеркивал, что все атаки, произведенные Движением в защиту Уэльса, совершались с целью привлечь внимание, сорвать инвеституру и не должны были привести к человеческим жертвам.